# Nāḩiyat aş Şūrah aş Şaghīrah
Nāḩiyat aş Şūrah aş Şaghīrah (arabiska: ناحية الصورة الصغرى, ناحية الصورة الصغيرة) är ett subdistrikt i Syrien.   Det ligger i provinsen as-Suwayda', i den sydvästra delen av landet, 60 km sydost om huvudstaden Damaskus.
Trakten runt Nāḩiyat aş Şūrah aş Şaghīrah är ofruktbar med lite eller ingen växtlighet. Runt Nāḩiyat aş Şūrah aş Şaghīrah är det glesbefolkat, med 10 invånare per kvadratkilometer.